# 桜祐
桜祐（おうすけ、1988年7月31日 - ）は、日本の声優・イラストレーター。
旧所属声優事務所はぷろだくしょんバオバブ。
現在はフリーランスでYUM innovation合同会社とエージェント提携。
身長169cm。体重57kg。

## 来歴
栃木県下都賀郡大平町（現：栃木市）出身。東京都在住。ヒューマンアカデミー渋谷校パフォーミングアーツカレッジ卒業生（第7期）。声優とイラストレーターの二刀流。2018年8月31日までは義達桜祐名義で活動を行なっていたが、現在は桜祐に改名している。
姉は元女優で、クリエイター兼実業家の義達祐未。
声優としては、「声優アワード」新人発掘オーディションで1000人以上の応募から最終選考を経て合格し、『アドベンチャータイム』などアニメ作品に出演。その後フリーランスになってからも日本一ソフトウェア『殺人探偵ジャック・ザ・リッパー』ニック・アンダーソン役や、スクウェア・エニックス『ライブアライブ HD-2Dリメイク』幕末編のカラクリ丸、西部編のセザールなど多くの役を演じ、LIXILをはじめとした企業ナレーションでも活動している。
イラストレーターとしては、キャラクターデザインを中心に様々な作品を手掛ける。近年では地方創生関連や教育・学習イラストのオファーが急増しており、地方創生DX・ 飛騨高山RPG『たかやまくえすと』や、栃木県25市町Vライバープロジェクト『#とちぎけんV25』などでキャラクターデザイン・キービジュアルを担当、“地方創生イラストレーター”として、多くのコンテンツのイラストデザインに携わる。

## 出演

### テレビアニメ
- 俺物語!!（若者C）
- カーニヴァル（使用人）
- となりの関くん
- 八犬伝―東方八犬異聞―（村人、コタロー）

### ゲーム
- ライブアライブ（2022年、カラクリ丸、セザール、アッキー、イーシ 他）
- 殺人探偵ジャック・ザ・リッパー（ニック・アンダーソン）
- オブシディアンレガシー（ブレードマスター（男））
- ファンタジースクワッド（タールムン）
- 戦乱のサムライキングダム（細川忠利）
- War of Zodiac（アレン）
- 三国志ロワイヤルアリーナ（魏延）

### デジタルコミック
- スパイダーマン：絆（集英社/最強ジャンプチャンネル）グリーンゴブリン
- ほっとけないよ九条くん（集英社/りぼんチャンネル）九条
- 骨の髄まで愛してね（集英社/りぼんチャンネル）瑠斗
- 筋魂！ムキムキくん（集英社/最強ジャンプチャンネル）腹筋　アブラゼミ　イモ子
- 喜甲斐田先生はサイボーグ（集英社/最強ジャンプチャンネル） 喜甲斐田先生
- 大奇鳴先生の執筆（集英社/最強ジャンプチャンネル）新人編集 穴塚
- 占いちゃんは決めきれない（ar WEB連載/TikTok）BARのマスター
- 稲神村のRICEさん(集英社/りぼんチャンネル)（2020年 - 2021年、RICE）
- 隣のケモノが偏愛したがる（集英社/りぼんチャンネル）山本くん
- キスで起こして。（集英社/りぼんチャンネル）坂上
- 感情ちゃん（集英社/りぼんチャンネル）温森くん
- 足立くんと恋ウサギ（集英社/りぼんチャンネル）足立拓磨
- ミオの名のもとに（集英社/りぼんチャンネル）ダンシャン
- 禁術使いですが聖騎士に溺愛されてます（集英社/りぼんチャンネル）リヒト
- フロムエデン（集英社/りぼんチャンネル）蛇谷くん

### OVA
- インティ・クリエイツ 「蒼き雷霆（アームドブルー）ガンヴォルト」（技師）

### 劇場アニメ
- ジュラシックヒーローズ〜星空の警備隊〜（アラン）

### ドラマCD
- インティ・クリエイツ 蒼き雷霆ガンヴォルト爪「機械仕掛けの儚夢」警察官

### 吹き替え

#### アニメ
- アドベンチャー・タイム（川の悪魔、テラー）
- 忍者ハットリくん インド版（巨大魚）

### キャラクターボイス
- やさいぬ（キャベッツ）

## イラスト作品
- ホロライブプロダクション『秘密結社holoX』 5th Single『暁光クロニクル』MV内 スチルイラスト
- ホロライブプロダクション『沙花叉クロヱ 卒業ライブ』OP映像内イラスト
- 『宇都宮フェスタ』公認キャラクター「青乃祭莉」「ユニ・オリオン」キャラクターデザイン
- 『宇都宮フェスタ』公式ホームページ ドット絵
- 観光DXスマホRPG『たかやまくえすと』キャラクターデザイン・ポスタービジュアル
- 栃木創生Vライバープロジェクト『#とちぎけんV25』キャラクターデザイン
- 栃木県栃木市 官民連携まちづくり事業PR市民『蔵街うずま』キャラクターデザイン
- ベネッセ　進研ゼミ小学講座　多数担当
- 学童保育・習いごと『ASHITA∞キッズ』イメージキャラクター
- iOS/Android『ブレイジングオデッセイ』キャラクターデザイン
- iOS/Android『WAR of Zodiac』ルインカード
- マーダーミステリー『迷い子達の2049年』ジャケット
- Web3新世代のデジタルアイドルプロジェクト『Project B-idol』”Episode of”ショートストーリー挿絵
- Web3新世代のデジタルアイドルプロジェクト『Project B-idol』楽曲ジャケット用SDキャラ
- 大手証券会社　特設ページ用キャラクターデザイン
- 個人VTuber「天津星クレール」キャラクターデザイン
- 海外書籍『MANGA100 The Cute Collection』(Christopher Hart)
- 『裸体＆着衣で服の書き方がわかる着せ替えポーズ集』（廣済堂出版）
- 漫画『田村律之助物語』田村律之助顕彰会（2020年）[1]